# آنا ماريا بيناس
آنا ماريا بيناس بالتشادا (بالإسبانية: Ana María Penas Balchada، ولدت في 21 ديسمبر 1971، بونتيفيدرا، إسبانيا) رياضية إسبانية. تتنافس في رياضة كانو- كاياك (الكانوي)، تتخصص في سباق الكاياك (Kayak).
حصلت على ميدالية فضية وثلاث ميداليات برونزية في بطولات العالم للكانو كاياك، كما حازت على ثلاث ميداليات فضية وأربع ميداليات برونزية في بطولات أوروبا للكانو كاياك.

## إنجازاتها

### بطولة العالم للكانو كاياك (الكانوي)
- 1997 دارتموث  كندا:  ميدالية برونزية في سباق الكاياك «كي 4» لمسافة 500 متر.
- 1998 سزيغيت  المجر:  ميدالية برونزية في سباق الكاياك «كي 4» لمسافة 500 متر.
- 2001 بوزنان  بولندا:  ميدالية برونزية في سباق الكاياك «كي 4» لمسافة 500 متر.
- 2001 بوزنان  بولندا:  ميدالية فضية في سباق الكاياك «كي 4» لمسافة 200 متر.

### بطولة أوروبا للكانو كاياك (الكانوي)
- 1997 بلوفديف  بلغاريا:  ميدالية فضية في سباق الكاياك «كي 4» لمسافة 200 متر.
- 1997 بلوفديف  بلغاريا:  ميدالية برونزية في سباق الكاياك «كي 4» لمسافة 500 متر.
- 1999 زغرب  كرواتيا:  ميدالية فضية في سباق الكاياك «كي 4» لمسافة 500 متر.
- 2000 بوزنان  بولندا:  ميدالية برونزية في سباق الكاياك «كي 4» لمسافة 200 متر.
- 2000 بوزنان  بولندا:  ميدالية برونزية في سباق الكاياك «كي 4» لمسافة 1.000 متر.
- 2001 ميلانو  إيطاليا:  ميدالية فضية في سباق الكاياك «كي 4» لمسافة 200 متر.
- 2001 ميلانو  إيطاليا:  ميدالية برونزية في سباق الكاياك «كي 4» لمسافة 500 متر.

## روابط خارجية
- آنا ماريا بيناس على موقع أوليمبيديا (الإنجليزية)